# Aristione
Aristione (in greco antico: Ἀριστίων?, Aristìōn, in latino Aristion; ... – Atene, 1º marzo 86 a.C.) è stato un filosofo, diplomatico e militare greco antico, tiranno di Atene dall'88 a.C.
Unitosi alle forze di Mitridate VI del Ponto contro i Romani, combatté contro il proconsole romano Lucio Cornelio Silla nella prima guerra mitridatica

## Biografia
Posidonio lo chiama Atenione e fa di lui un filosofo peripatetico, mentre altri, come Pausania, Appiano e Plutarco, lo chiamano Aristione, e di lui Appiano sostiene fosse un epicureo; non c'è una soluzione universalmente accettata a questa confusione, ma è invece possibile vi siano stati due distinti tiranni che abbiano detenuto il potere ad Atene, in rapida successione durante la prima guerra mitridatica, le cui storie si fusero insieme.
Atenione (o Aristione), era il figlio illegittimo di un filosofo peripatetico, detto anche Atenione, divenuto cittadino ateniese; si sposò in giovane età e cominciò al tempo stesso ad insegnare filosofia, ottenendo molto successo a Messene e Larissa. Tornato ad Atene con una considerevole fortuna, fu nominato ambasciatore per recarsi da Mitridate VI del Ponto, allora in guerra con Roma, e divenne uno dei suoi amici più intimi e consigliere; le sue lettere inviate ad Atene, presentarono Mitridate come il salvatore della grecità, tanto che gli Ateniesi cominciarono ad avere la speranza di allontanare per sempre la dominazione romana.
Si racconta che nel corso dell'inverno dell'88/87 a.C. la flotta pontica, sotto la guida dell'ammiraglio Archelao, abbia invaso Delo (che si era ribellata ad Atene), uccidendo 20.000 dei suoi abitanti, molti dei quali erano Italici, ed abbia restituito tutte le sue roccaforti agli Ateniesi; in questo modo Mitridate sperava di ottenere l'alleanza degli Ateniesi, inviando loro anche il tesoro sacro dell'isola appena conquistata, 2.000 soldati circa e una delegazione, affidata proprio ad Aristione. Quest'ultimo, appena giunto, grazie all'aiuto militare del re del Ponto, divenne tiranno della città: sembra che il suo governo fosse estremamente crudele, tanto che Plutarco ne parla con orrore, ponendolo sullo stesso piano di Nabide e Catilina. Altri dicono che fu lui ad inviare Apellico di Teos, a saccheggiare il tesoro sacro di Delo, sebbene Appiano sostenga che ciò sia avvenuto in precedenza, per volere del re del Ponto Mitridate (vedi sopra).
Nel frattempo Silla sbarcò in Grecia, e subito cinse d'assedio Atene e il Pireo, dove la difesa del porto era affidata al generale di Mitridate Archelao. Le sofferenze all'interno della città, dovute alla carestia, erano così terribili che ci furono episodi di cannibalismo; alla fine Atene fu presa d'assalto (1º marzo dell'86 a.C.):
(Appiano, Guerre mitridatiche, 38.)
Poi Silla pose una serie di posti di guardia intorno all'Acropoli, costringendo in seguito lo stesso Aristione e le poche milizie a sua disposizione ad arrendersi per fame. Il generale romano, infine, stabilì la pena di morte per il tiranno greco (che venne avvelenato, nonostante si fosse rifugiato presso l'altare di Atena) e per tutti quelli che, avendone l'autorità o lo status di cittadino romano, si erano ribellati alle leggi provinciali romane, mentre perdonò tutti loro a cui le leggi romane, in precedenza, non erano state applicate; chiese infine, come risarcimento del danno di guerra, circa venti chili di oro e 600 libbre d'argento, prelevandole dal tesoro dell'Acropoli. Pausania attribuisce la malattia che uccise Silla ad una vendetta divina per questa empietà.